# 国会期成同盟
国会期成同盟（こっかいきせいどうめい）は、明治時代に日本の国会開設運動で中心的な役割を果たした政治結社。自由党の母体ともなった。

## 前史
板垣退助は国会開設運動（自由民権運動）を全国展開する為、1875年（明治8年）参議復帰と同時進行する形で愛国社を大阪で設立し、本社を東京に定めた。運営本部の置かれた東京本社には旧彰義隊の出身者らもおり「大政の由って出る所と天下の形成事情とを察し、一般人民の利益を謀る等のことを協議討論し、および何事によらず各社に報知することを努むべし」とする規約に基づき、愛国社に加盟する各地方の政社は毎月委員を東京に派遣した。これにより、中央と地方の情報共有を密にする体制が整ったが、西郷隆盛は板垣からの参議復帰の要望を拒絶し、1877年（明治10年）、西南戦争を起こした。この内戦において西郷軍に参加する者が現れたために愛国社は一旦活動を自粛。戦後の1878年（明治11年）9月、愛国社再興大会を開いて活動を再開させた。翌年11月に開かれた第3回愛国社大会では国会開設請願の署名を集める事と全国で遊説を展開する事が決まった。

## 結成大会と国会開設請願

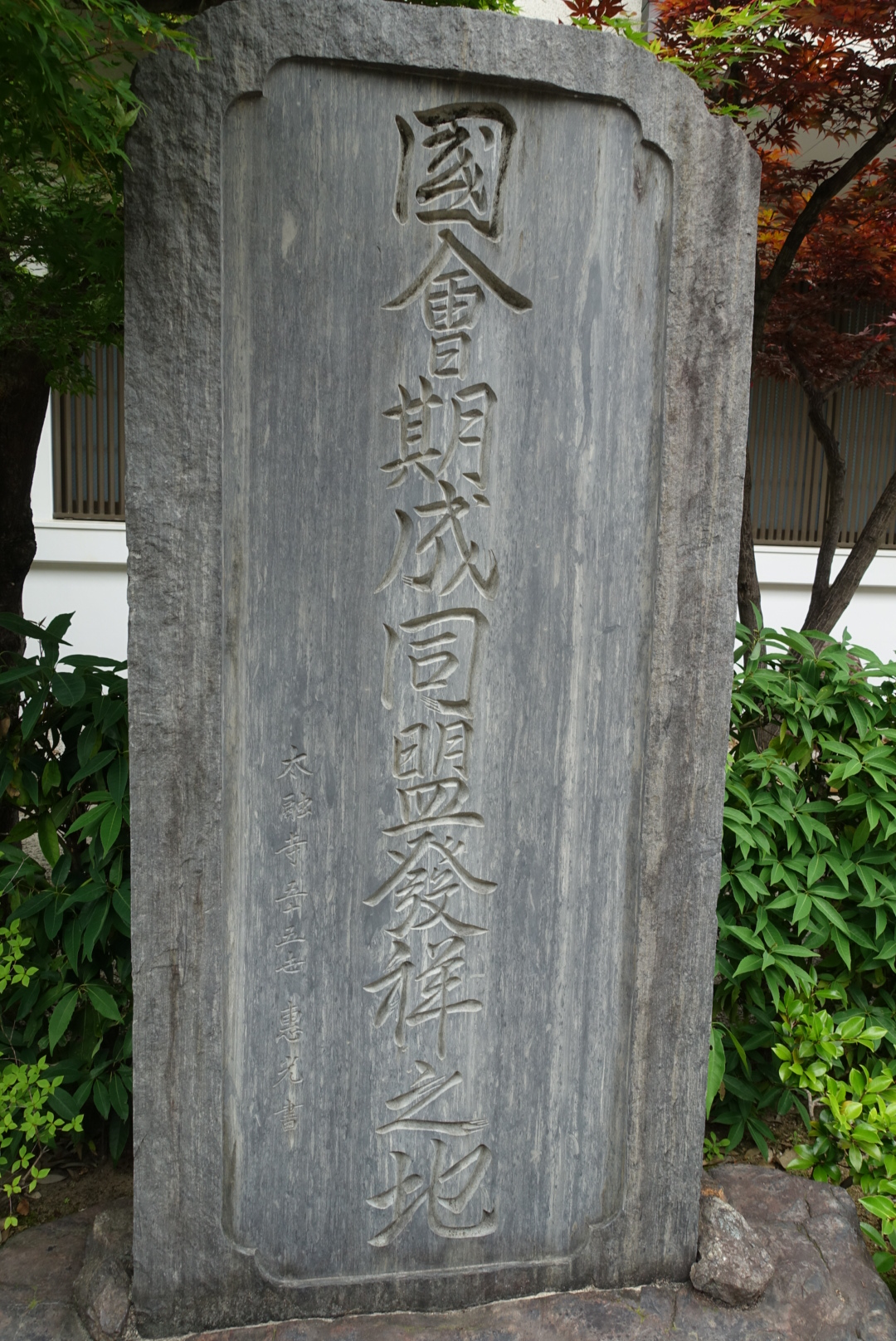
太融寺境内の国会期成同盟発祥の地碑

1880年（明治13年）3月15日に第4回愛国社大会が大阪の喜多福亭で開かれた。2府22県から愛国社系以外の政治結社代表を含む114人が参加し、国会開設請願を求める約8万7000人の署名が集まった。3月17日には会場を太融寺に移し大会は4月9日まで続いた。
大会では議長に片岡健吉、副議長に西山志澄が選ばれた。そして、19条からなる規約が作成されて愛国社とは別組織の形で国会期成同盟が発足することになった（愛国社は存続）。こうして第4回愛国社大会は第1回国会期成同盟大会に衣替えとなった。
規約の内容としては、各地の政治結社との連絡の為に常備委員を設置する事、国会開設請願書を天皇に提出する事、国会開設の請願が天皇に聞き届けられなかった場合には同年11月に大会を開く事、国会開設が実現するまでは国会期成同盟を解散しない事、などが決まった。
国会期成同盟は河野広中、片岡健吉を請願の代表として選んで東京に出向き、国会開設請願書である『国会ヲ開設スル允可ヲ上願スルノ書』を太政官および元老院に提出しようとしたが、政府は請願権を認めず却下した。また、政府は4月5日に太政官布告として集会・結社の自由を規制する法令である集会条例を制定して自由民権運動を圧迫、弾圧した。こうした政府の動きに対して自由民権運動を展開する勢力は反発し、個別に建白書や請願書を政府に提出するなどして自由民権運動は盛り上がりを迎えていった。

## 第二回大会と自由党準備会
1880年（明治13年）11月10日に第2回国会期成同盟大会が東京の元愛国社支社で開かれた。2府22県から各地の政治結社を代表する64人が参加し、国会開設請願を求める約13万人の署名が集まった。
この大会では議長に河野広中が選ばれた。そして、運動によって弾圧を受けた者やその家族を扶助することを規定した「遭変者扶助法」が定められた。また、合議書が制定されて、「国会期成同盟」の名称を大日本国会期成有志公会と改称する事、本部を東京西紺屋町に置く事、次回大会までに各々の政治結社が憲法私案（私擬憲法）を作成して持ち寄る事、国会開設が実現するまで会を解散しない事、などが決まった。
大会後には各地で『五日市憲法』や『東洋大日本国国憲按』などの私擬憲法が作成された。また、大会で議決はされなかったが河野広中・植木枝盛・松田正久らから運動を統率する為に政党を結成しようとの提案が出された。大会後、12月15日に嚶鳴社（おうめいしゃ）の沼間守一や草間時福、河野広中、植木枝盛、松田正久らは会議を開いて、沼間守一を座長とした自由党(準備会)を結成した。

## 第三回大会と自由党結党
1881年（明治14年）10月に開かれる予定の第3回国会期成同盟大会での重要議題は各地で作成された憲法私案の審議であった。また、10月1日、10月2日の幹部相談会では常務委員の林包明を中心として大日本国会期成有志公会と自由党(準備会)を糾合して新党を結成する相談がなされた。そうした中、開拓使官有物払下げ事件が明るみに出て政府側を追及した結果、明治十四年の政変が起こって大隈重信が政府から追放された。と同時に政府は批判をかわすために1881年（明治14年）10月12日に国会開設の詔を発布し、1890年（明治23年）に国会を開設することを決めた。国会開設の目的が達せられたと判断した自由民権運動家達は大会での憲法私案の審議を見送り、政党を樹立すべきとの意見が大勢を占めた。なお、地方出身者層と都市出身者層との間で意見の相違が発生したため、嚶鳴社の沼間守一らは新党結成から離脱した。
10月18日に東京の井生村楼に全国各地から代表78人が集まって大会が開かれた。大会では議長に後藤象二郎、副議長に馬場辰猪が選ばれた。10月19日には自由党盟約・規約が作成され、10月29日には総理（党首）に板垣退助、副総理に中島信行が選ばれ、自由党が発足した。